# Ценя-Третя
Ценя-Третя (пол. Cienia Trzecia) — село в Польщі, у гміні Опатувек Каліського повіту Великопольського воєводства.
Населення — 88 осіб (2011).
У 1975-1998 роках село належало до Каліського воєводства.

## Демографія
Демографічна структура станом на 31 березня 2011 року:
|          | Загалом | Допрацездатний вік | Працездатний вік | Постпрацездатний вік |
| -------- | ------- | ------------------ | ---------------- | -------------------- |
| Чоловіки | 43      | 7                  | 31               | 5                    |
| Жінки    | 45      | 6                  | 26               | 13                   |
| Разом    | 88      | 13                 | 57               | 18                   |